# Joanna Lewin-Kowalik
Joanna Maria Lewin-Kowalik (ur. 30 sierpnia 1951) – polska fizjolożka, neurobiolożka, profesor nauk medycznych, prorektor Śląskiego Uniwersytetu Medycznego w Katowicach (2016–2020).

## Życiorys
Joanna Lewin-Kowalik jest absolwentką Śląskiej Akademii Medycznej im. Ludwika Waryńskiego w Katowicach (1976). W 1982 uzyskała pod kierunkiem Bolesława Gwoździa doktorat nauk medycznych na podstawie pracy Wpływ długotrwałego stosowania preparatów aminokwasowych (Stark Protein) i mineralno-witaminowych (Pollitabs) na wydolność fizyczną i metabolizm wysiłkowy u pracowników fizycznych. W 1995 habilitowała się w zakresie biologii medycznej, specjalność – fizjologia, przedstawiając dzieło Próby wzbudzania regeneracji w ośrodkowym układzie nerwowym dorosłych szczurów. W 2003 otrzymała tytuł profesora nauk medycznych.
Specjalizuje się w fizjologii i neurobiologii.
Od 1976 zawodowo związana z macierzystą uczelnią, gdzie jako profesor zwyczajna jest kierowniczką Katedry i Zakładu Fizjologii Wydziału Lekarskiego.
Pełniła lub pełni liczne funkcje, m.in. dziekan Wydziału Lekarskiego (2005–2012), prorektor ds. studiów i studentów (2016–2020). Wśród wypromowanych przez nią doktorów znaleźli się: Izabela Malinowska, Katarzyna Kotulska-Jóźwiak, Wiesław Marcol, Dariusz Górka, Marita Pietrucha-Dutczak, Adrian Smędowski.
Członkini Komitetu Neurobiologii Wydziału II Nauk Biologicznych PAN, Polskiego Towarzystwa Badań Układu Nerwowego, Polskiego Towarzystwa Fizjologicznego, Polskiego Towarzystwa Lekarskiego.

## Odznaczenia i wyróżnienia
- Srebrny Krzyż Zasługi „za zasługi w pracy naukowej i dydaktycznej” (2007)[4]